# Brighton Centre
Das Brighton Centre ist ein Veranstaltungs- und Kongresszentrum in Brighton, England.
Es ist das größte seiner Art in Südengland und fasst 5.000 Leute bei Konferenzen sowie 4.500 Zuschauer bei Konzerten. Es wird ebenfalls für Hochzeiten und Bankettveranstaltungen genutzt. Es wurde am 19. September 1977 von James Callaghan eröffnet und zuvor von den Architekten Russell Diplock & Associates entworfen.

## Veranstaltungen
- 10. Oktober 1977: Auftritt Bing Crosby
- 31. März 1986: Auftritt Depeche Mode[1]
- 1. Februar 1992: Auftritt Eric Clapton
- 2003, 2004: British Open (Snooker-Turnier)
- 2007–2015, 2017, 2021 (pandemiebedingt abgesagt), 2022, 2023: Premier League Darts
- 2018: Champions League of Darts